# Victoria-Haus
Das Victoria-Haus, auch Victoria-Turm oder  Victoria-Tower, ist ein Bürogebäude am ERGO-Platz 1 im Düsseldorfer Stadtteil Pempelfort. Es ist Hauptsitz der ERGO Group AG. Diese hat dort und in den anliegenden Gebäuden ihren Hauptsitz.
Das Haus wurde vom Architektenbüro HPP Hentrich-Petschnigg & Partner KG entworfen und im Zeitraum von 1994 bis 1998 erbaut.
Das Victoria-Haus ist mit 108 Metern – nach dem ARAG-Tower und dem LVA-Turm – das dritthöchste Gebäude der Stadt. In den 29 Etagen mit einer Bruttogeschäftsfläche von 106.600 m² arbeiten rund 1915 Mitarbeiter. Zudem verfügt das Gebäude über eine Tiefgarage mit rund 450 Stellplätzen.
Nachdem die Marke Victoria im Jahr 2010 in der Ergo aufgegangen war, etablierte sich der neue Name Ergo-Turm im Sprachgebrauch und wurde seitdem in vielen journalistischen Quellen verwendet.